# Rafael Villagómez
Rafael Villagómez (León, 10 november 2001) is een Mexicaans autocoureur.

## Autosportcarrière
Villagómez begon zijn autosportcarrière in het karting, waar hij tot 2019 in actief bleef. In zijn laatste jaar won hij de Richard Mille Young Talent Academy.
In 2020 stapte Villagómez over naar het formuleracing, waar hij debuteerde in het Franse Formule 4-kampioenschap. Hij kende een redelijk debuutseizoen, die hij afsloot met zijn eerste podiumfinish tijdens het laatste raceweekend op het Circuit Paul Ricard. Met 121 punten werd hij zesde in het kampioenschap. Ook reed hij in het Britse Formule 4-kampioenschap voor Fortec Motorsport. Al tijdens het eerste raceweekend op Donington Park behaalde hij zijn eerste podiumfinish, maar hij moest drie van de negen raceweekenden missen omdat hij op dat moment in de Franse Formule 4 uitkwam. Met 47 punten eindigde hij zodoende als elfde in het klassement. Aan het eind van het jaar reed hij als gastcoureur in de seizoensfinale van de Euroformula Open op het Circuit de Barcelona-Catalunya voor het team Drivex School, waarin hij twee twaalfde en een dertiende plaats behaalde.
In 2021 begon Villagómez het seizoen in het Aziatische Formule 3-kampioenschap, waarin hij uitkwam voor het BlackArts Racing Team. Later dat jaar maakte hij zijn debuut in het FIA Formule 3-kampioenschap, waarin hij voor het team HWA Racelab reed. Hij kende een zwaar seizoen, waarin een dertiende plaats op het Circuit Zandvoort zijn beste resultaat was. Hierdoor eindigde hij puntloos op plaats 29 in de eindstand. Tegelijkertijd reed hij voor Van Amersfoort Racing in zes van de acht raceweekenden in de Euroformula Open. Hij behaalde vijf podiumplaatsen op het Autódromo Internacional do Algarve, het Circuit Paul Ricard, de Hungaroring (tweemaal) en het Autodromo Enzo e Dino Ferrari. Met 135 punten werd hij achtste in het klassement.
In 2022 bleef Villagómez actief in de FIA Formule 3. Hij stapte wel over naar Van Amersfoort, dat de inschrijving van HWA overnam. Hij scoorde twee kampioenschapspunten met een negende plaats op Imola en eindigde zo op plaats 25 in het kampioenschap.
In 2023 begon Villagómez het jaar in het Formula Regional Middle East Championship, de opvolger van de Aziatische Formule 3, bij Van Amersfoort. Hij behaalde een podiumplaats op het Kuwait Motor Town, waardoor hij met 44 punten dertiende in het klassement eindigde. Ook bleef hij dat jaar voor dit team actief in de FIA Formule 3. Hij behaalde zijn enige twee top 10-finishes met tiende plaatsen in het laatste raceweekend op het Autodromo Nazionale Monza. Hierdoor eindigde hij op plaats 25 in het kampioenschap.
In 2024 maakte Villagómez de overstap naar de Formule 2, waarin hij zijn samenwerking met Van Amersfoort voortzette. Een zevende plaats op het Albert Park Street Circuit was zijn beste race-uitslag en hij eindigde in totaal vier keer in de top 10. Met 13 punten eindigde hij op plaats 24 in het klassement.
In 2025 blijft Villagómez actief in de Formule 2 bij Van Amersfoort.